# Sophronica crampeli
Sophronica crampeli är en skalbaggsart som beskrevs av Maurice Pic 1944. Sophronica crampeli ingår i släktet Sophronica och familjen långhorningar. Inga underarter finns listade i Catalogue of Life.